# Ода (Сімане)
Ода (яп. 大田市) — місто в Японії, у префектурі Шімане.

## Міста-побратими
- Теджон, Південна Корея (1987)
- Касаока, Японія (1990)